# Eva Béve
Eva Karolina Béve, född 19 juni 1871 i Hedvig Eleonora församling i Stockholm, död 11 januari 1922 vid Halle i Tyskland (bosatt i Oscars församling i Stockholm), var en svensk grafiker och målare.
Béve var elev vid Konstakademien i Stockholm 1894–1897 och fortsatte därefter studierna i Tyskland. Hon tog starkt intryck av Emil Orliks nya träsnittsstil vid en utställning i München och försökte i sitt skapande efterlikna dennes stil. Hon inledde 1909 studier för Carl Thiemann och Walter Klemm i Dachau. Hon tillhör de första svenskar som använde det moderna träsnittets stil och hon ställde ut sina träsnitt i Wien, München, Haag, Köpenhamn, Oslo, Helsingfors, San Francisco samt på separatutställningar i Leksand, Mora och Örebro. Béve omkom under en tågresa genom Tyskland då hon fallit ut ur kupén.
Hennes konst består av porträtt, stads- och hamnmotiv från Italien och Nederländerna. Hon var representerad vid Nationalmuseums stora träsnittsutställning 1942. Béve är representerad vid Göteborgs konstmuseum, Nationalmuseum i Stockholm och British Museum.